# سالسا (موسيقى)

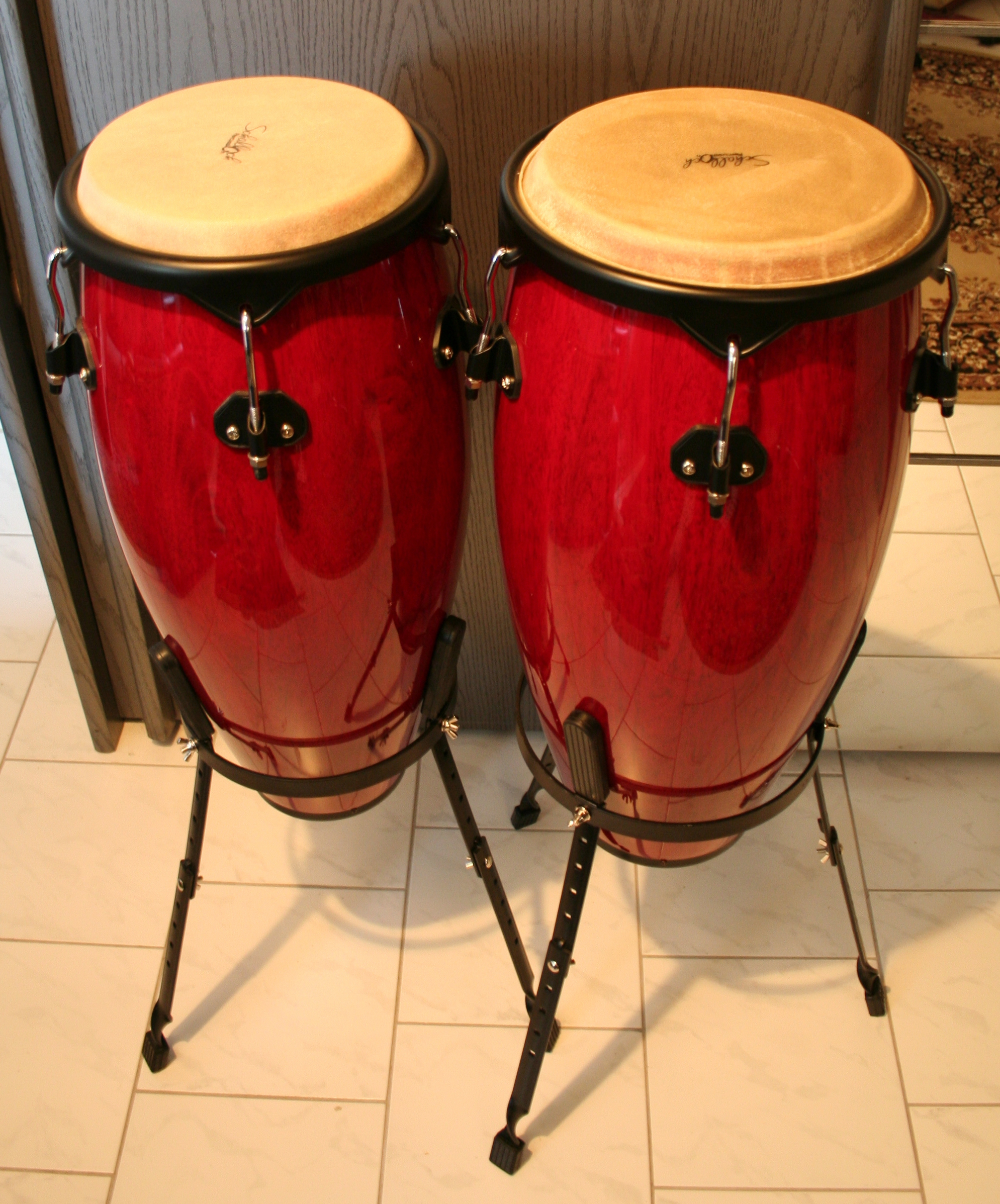
طبول "كونغا" (Conga)، أحد الآلات الأساسية في موسيقى السالسا.

سالسا (بالإسبانية: Salsa)‏، هي نوع من الموسيقى الراقصة في أمريكا اللاتينية نشات من تهجين موسيقى السون (بالإسبانية: Son)‏ الكوبية مع ألوان أخرى من الموسيقى الكاريبية والجاز والبلوز، وقد تطورت هذه الموسيقى وحظيت بانتشار واسع في عقد ستينيات القرن العشرين على أيدي موسقيين أمريكيين لاتينيين هاجروا إلى نيويورك، وتعود جذورها إلى الألوان الموسيقية التي عمّت منطقة البحر الكاريبي في العقود السابقة، وقد استخدمت تسمية «سالسا» في الأصل لتوصيف أنواع مختلفة من الموسيقى اللاتينية، ولكنها اليوم أصبحت تعتبر لوناً موسيقياً مستقلاً وجزءاً مهماً من الثقافة الأمريكية اللاتينية، حيث انتشرت وأدخلت تنوعات محلية، خاصة في بورتوريكو وبنما وفنزويلا وكوبا وجمهورية الدومينيكان وكولومبيا والإكوادور. وللسالسا اليوم أنواع رئيسية مختلفة، مثل السالسا الخشنة (بالإسبانية: Salsa Dura)‏، والسالسا الرومانسية (بالإسبانية: Salsa Romantica)‏، وسالسا التيمبا (بالإسبانية: Timba)‏ ذات الإيقاعات الإفريقية.

## أصل التسمية

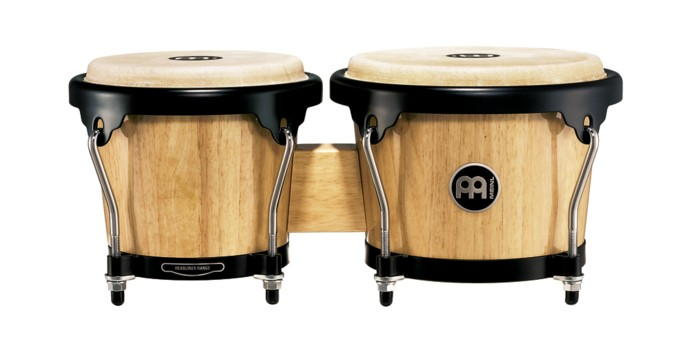
طبل البونغوس

### على المسرح
تعني كلمة «سالسا» في اللغة الإسبانية «صلصة»، بمعناها الذي يستخدم في تحضير الطعام، وهو استخدام ينطوي على الخلط بين أشياء متنوعة. ويختلف المؤرخون على أصل استخدامها لأول مرة في توصيف هذا النوع من الموسيقى. ويعتقد المؤرخ الموسيقي ماكس سالازارأن استخدام الكلمة في الموسيقى يعود إلى أعوام الثلاثينيات، حيث لحن الموسيقي إيغناثيو بينييريو [الإنجليزية] أغنية «أعطني بعض الصلصة!» (بالإسبانية: Échame salsita)‏، وهي عبارة وردت في الأغنية بمعنى تشجيع أو «تسخين» من المغني للفرقة الموسيقية.(ص.56)
في أواسط الأربعينيات عاد المغني الكوبي تشيو ماركيتي [الإنجليزية] إلى البلاد بعد إقامة في المكسيك، ومتأثرا بإقامته هناك سمى فرقته «صانعي الصلصة» (بالإسبانية: Conjunto Los Salseros)‏، وسجل معها عدداً من الاسطوانات. كذلك في فترة لاحقة كان المغني الكوبي بيني موريه [الإنجليزية] المقيم في مكسيكو سيتي يصرخ بفرقة العازفين «صلصة!»، بمعنى إطرائه على الموسيقى «الحارّة»، رابطاً بذلك الموسيقى بالصلصة الحارة التي تشتهر بها المكسيك.(ص.56)

### في وصف الموسيقى
يدعي الموسيقي البورتوريكي إيتسي سانابريا أنه أول من استخدم تعبير «سالسا» لوصف هذا النوع من الموسيقى، في برنامج تلفزي كان يقدمه بهذا العنوان:
«عام 1973 قدمت البرنامج التلفزيوني «سالسا» الذي استعمل هذه الكلمة لأول مرة للإشارة إلى هذه الموسيقى. آنذاك استخدمت الكلمة، ولكن الموسيقى لم تكن قد عرّفت بعد بهذا الاسم، بل كانت تعرف بـالموسيقى اللاتينية التي كانت نطاقا واسعا ضم كل شيء، حتى موسيقى المارياشي [السكان الأصليين]. وهكذا عرّفت سالسا هذا النوع من الموسيقى بالتحديد، وهي تسمية سهلة النطق للجميع»(ص.190)
وقد كان سانابريا يعد من المؤثرين في الوسط الفني، إذ كان يصدر صحيفة «لاتين نيويورك» (بالإنجليزية: Latin New York)‏ باللغة بالإنكليزية، كما كانت العروض التي يقدمها تحظى بتغطية النيويورك تايمز والتايم والنيوزيويك، وكان للانتشار الذي يحظى به فنان لاتيني ما في الولايات المتحدة أثر كبير في بلده الأصلي (ص.192) يعترف سانابريا بأن تعبير «سالسا» لم يطوّر على أيدي موسيقيين، حيث أن «الموسيقيين أنفسهم كانوا مشغولين بالإبداع الموسيقي ولم يلعبوا دوراً في نشر تسمية سالسا»، وهذا ما جعل لاحقاً أصل استخدام هذه التسمية محل خلاف بين الموسيقيين.
من جانبها تقول المغنية الكوبية سيليا كروز أن "السالسا اسم آخر للموسيقى الكوبية. هي مامبو، تشاتشاتشا [الإنجليزية]، رومبا، سون.. اسم يشمل كل الإيقاعات الكوبية"، أما الموسيقي الأمريكي ذو الأصل البورتوريكي ويلي كولون فيرى أن السالسا لا تصف لونا موسيقيا محددا، بل هي مجموع متناغم لكل الموسيقى اللاتينية. من ناحية أخرى عارض بعض الموسيقيين اللاتينيين في نيويورك في البداية تسويق الموسيقى اللاتينية تحت هذه التسمية، ومنهم المغني كوبي الأصل فرانشيسكو غريو (ماتشيتو) [الإنجليزية] الذي أكد ان «ليس هناك جديد في السالسا، بل هي نفس الموسيقى القديمة التي تعزف في كوبا منذ أكثر من خمسين عاما»، ويتفق معه بورتوريكي الأصل تيتو بوينته [الإنجليزية] الذي يقول «الصلصة الوحيدة التي أعرفها هي قنينة تدعى الكاتشب. أنا أعزف موسيقى كوبية».
تشير المؤرخة الموسيقية الكوبية مايرا مارتينيز إلى أن "مصطلح سالسا يعتم على الأصل الكوبي، على تاريخ هذه الموسقيى أو على الجزء الكوبي منه. السالسا كانت طريقة لعمل ذلك حتي يتمكن رجل الأعمال جيري ماتسوشي [الإنجليزية] وفانيا [الإنجليزية] وغيرها من شركات الإنتاج الموسيقي مثل سي بي إس من الهيمنة على الموسيقى ومنع الموسيقيين الكوبيين من نشر موسيقاهم في الخارج".(ص.189)
يعترف إيتسي سانابريا أن مارتينيز تقدم وجهة نظر كوبية دقيقة، ولكنه يشير إلى أن السالسا لم يكن مخططا لها كما تدعي مارتينيز.(ص.189) وفي آخر المطاف كان زخم مصطلح السالسا التسويقي كافيا لدفع معارضيه (ومنهم ماتشيتو وبوينته وموسيقيين كوبيين آخرين) إلى تبنيه، لاعتبارات تجارية.

## تطور موسيقى السالسا

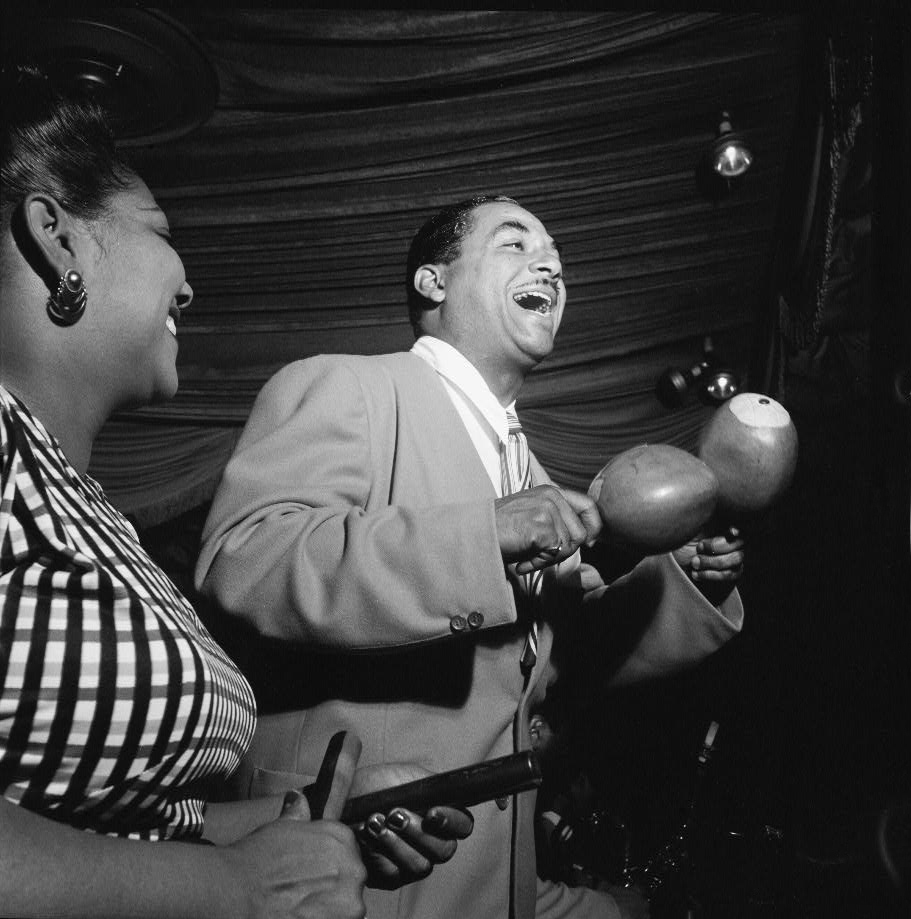
من نجوم الخمسينيات في نيويورك: ماتشيتو غريو وشقيقته غراسييلا

ترجع جذور الموسيقى الكاريبية جزئيا إلى العبيد الأفارقة  الذين جلتبتهم إسبانيا إلى منطقة البحر الكاريبي، حيث تشترك مع الموسيقى الإفريقية في اعتمادها الأساسي على الآلات الإيقاعية مثل طبليّ الكونغا (بالإسبانية: el conga)‏ والبنديريتا (بالإسبانية: Pandereta)‏، وتتزاوج في السالسا الإيقاعات الكوبية مثل الكومبيا والمامبو التي تعتبر مزيجاً من التأثيرات الإسبانية والأفريقية، وأصناف محلية كوبية مثل البوليرو(بالإسبانية: Bloero)‏، واليامبو(بالإسبانية: Yambú)‏، والغواراتشا (بالإسبانية: Guaracha)‏ والغواغانكو (بالإسبانية: Guaguanco)‏، وموسيقى وإيقاعات أخرى من الدول الكاريبية مثل بورتوريكو والإكوادور، وجمهورية الدومينيكان وكولومبيا وفنزويلا.

### البدايات - أعوام الثلاثينيات والأربعينيات في كوبا
يرى الكثيرون من المؤرخين الموسيقيين عناصر كثيرة من مكونات السالسا في أغاني السون مونتونو التي قدمها في الثلاثينيات والأربعينيات موسيقيون مثل أرسينيو رودريغس وفرقة شابوتين، وروبرتو فاتس، وقد أعيد إنتاج الكثير من أغاني تلك الفترة على أيدي فرق سالسا ظهرت لاحقا، مثل فرقة سونورا بونثينيا وجوني باتشيكو). من جانب أخر طور لون جديد، وهو المامبو، على أيدي موسيقيين من أمثال كاشاو، وبيني موريه وداماسو بييريز باردو، وقد انتقل موريه إلى المكسيك حيث عزفت موسيقاه فرق موسيقية كبرى.

### أعوام الخمسينيات والستينيات في نيويورك

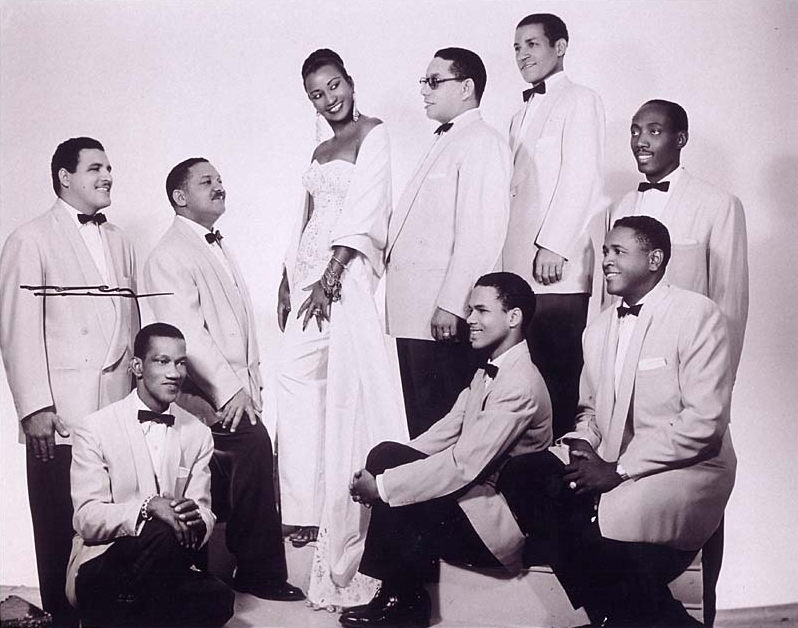
سيليا كروز وفرقة سونورا ماتانثيرا

في فترة الخمسينيات كانت نيويورك تعج بموسيقيي المامبو القادمين من أمريكا الوسطى والجنوبية، من أمثال بيريز برادو ولوسيانو بوزو ومونغو سانتاماريا وماتشيتو وتيتو بوينته الذين لمعوا في قاعة رقص بالاديوم. ويشير الخبير المؤرخ الموسيقي إد موراليس إلى أن تفاعل الموسيقى الأفرو-كوبية والجاز في نيويورك قد أثر بشدة على كلا النوعين، فالموسيقيون الذين عُدّوا لاحقا من مجددي المامبو مثل ماريو ماوزا وتشانغو بوزو بدؤوا مسيرتهم الموسيقية في نيويورك في أعمال مع أهم قامات الجاز في المدينة، مثل كاب كالواي وإيلا فتزجيرالد وديزي غيليسبي، ويقول موراليس: «إن الاتصال بين موسيقيي الجاز من أمريكا الشمالية والموسيقيين الأفرو-كوبيين كان بديهيا، وكانت خشبة نيويورك بجمهورها الموسيقي المعتاد على التجديد، مهيئة لصعود موسيقى المامبو»، ويشير أيضا إلى أن موسيقى المامبو هي ما مهد الطريق لانتشار السالسا في العقود التالية.
إضافة إلى ذلك انتشرت موسيقى التشاتاتشا التي تطورت عن "التشارانغا" [الإنجليزية] الكوبية، حيث كان هناك في نيويورك في مطلع الستينيات عدة فرق تعزف هذه الموسيقى، أشهرها التي قادها موسيقيون من أمثال الدومينيكاني جوني باتشيكو، وتشارلي بالميري [الإنجليزية]، ومونغو سانتاماريا [الإنجليزية] وراي باريتو، الذين أصبحوا لاحقا نجوم السالسا.
في عام 1952 انتقل الموسيقي أرسينيو رودرييغز إلى نيويورك لفترة قصيرة، جالباً معه موسيقى السون مونتونو (صوت الجبل) [الإنجليزية]، وعلى الرغم من نجاحه كان محدودا بسبب تراجع الاهتمام بالمامبو في نيويورك، ولكن موسيقاه القائمة على لازمة الغواخيو [الإنجليزية] أثرت بموسيقيين كثرعزف معهم (مثل تشانو بوزو، وماتشيتو، وماريو باوزا)، كما نالت موسيقى التومباو [الإنجليزية] الإيقاعية التي قدمها عازف البيانو ليلي مارتينيز [الإنجليزية]، وعازف البوق فيليكس تشابوتين [الإنجليزية]، والمغني والإيقاعي روبرتو فاز [الإنجليزية] أهمية كبرى في العقود التي تلت.(ص.91 - 94)
في عام 1966 أغلقت صالة البالاديوم بعد فقدانها رخصة تقديم المشروبات الكحولية،(ص.247) وتراجعت في تلك الفترة موسيقى المامبو لصالح ألون مهجنة جديدة مثل البوغالو، والجالاجالا والشينغالينغ، التي لاقت انتشارا كبيرا، وإن قصير الأمد، وتظهر عناصر من «البوغالو» في موسيقى كل من تيتو بوينته وإد بالميري وماتشيتو، وحتى لدى أرسينيو رودريغيز، وقد أبدى بوينته لاحقا استياءه من تلك الموسيقى: «كانت رديئة، وقد سجلتها آنذاك تماشيا مع السائد».(ص.246) ومن الأمثلة على أغنيات البوغالو التي لاقت رواجا آنذاك أغنيات «بانغ بانغ» لفرقة جو كوبا، و«أي لايك ات لايك ذات» لبيتر رودريغس وفرقته.
في أعوام الستينيات أسس جوني باتشيكو ورجل الاعمل الأمريكي إيطالي الأصل جيري ماسوتشي شركة «فانيا» للإنتاج الموسيقي، وقدما الكثير من الفنانين الذين أصبحوا لاحقاً نجوم السالسا التاريخيين، ومنهم ويلي كولون، وسيليا كروز، ولاري هارلو، وراي باريتو، والبورتوريكيين هكتور لافو [الإنجليزية] وإسماعيل ميراندا [الإنجليزية]. صدرت أول اسطوانة أنتجتها شركة فانيا في عام 1964 وهاجمها النقاد لكون 10 من أغانيها الـ11 إعادة إنتاج لأغان أصدرها في الماضي فنانون كوبيون مثل سونورا ماتانثيرا وتشابوتين وفرق أخرى. وفي عام 1968 جمع باتشيكو فنانين كبارا مثل الإيقاعي لو راميريز وعازف الباص بوبي فالنيتين والملحن لاري هارلو مشكّلا فرقة فانيا أول ستارز (نجوم فانيا) [الإنجليزية]، وفي هذه الأثناء سجلت الفرقة البورتوريكية لا سونورا بونثينيا [الإنجليزية] اسطوانتين يحمل عنواناهما أسماء أغان لأرسينو رودريغز.

### أعوام السبعينيات - السونغو في كوبا والسالسا في نيويورك

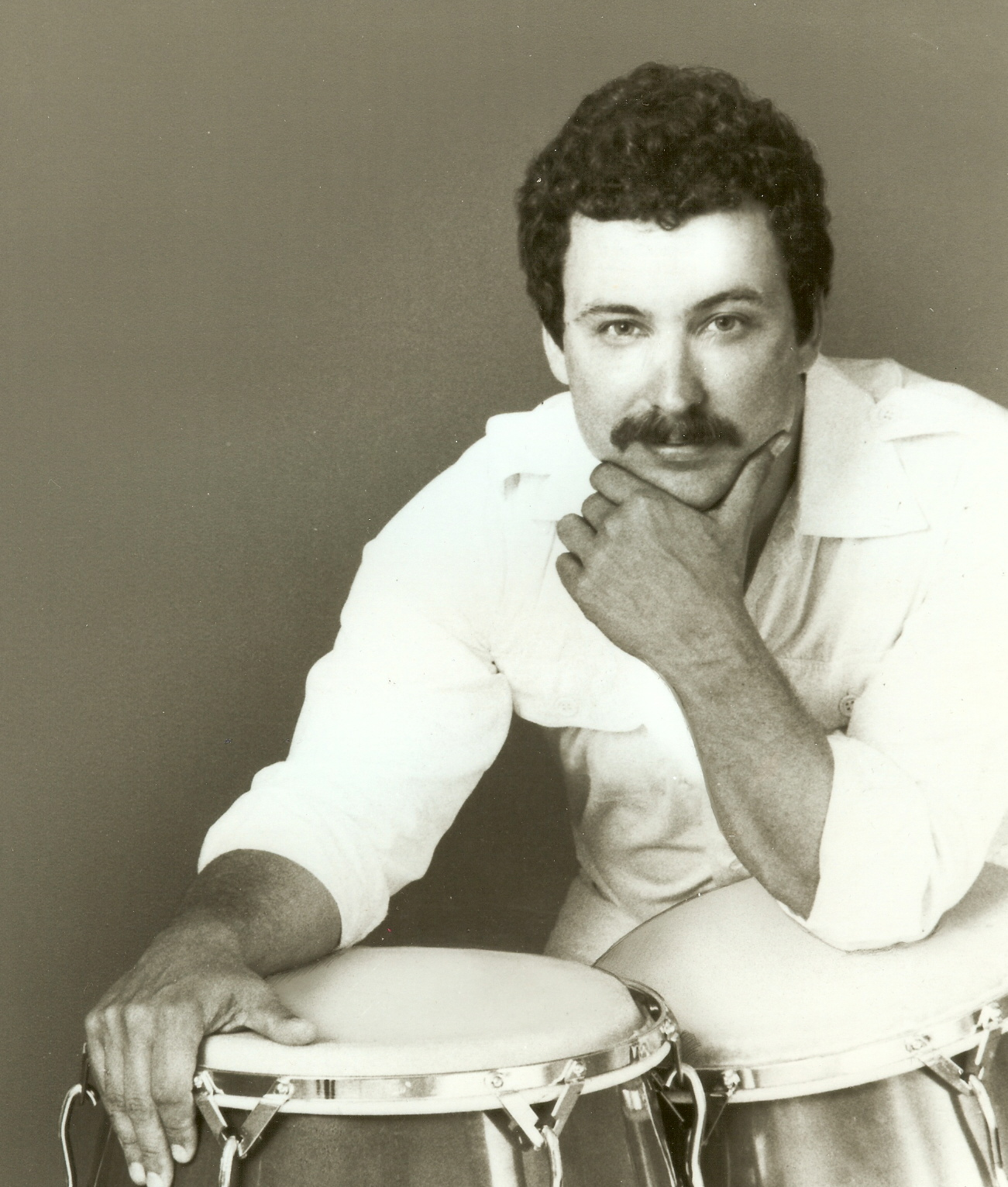
روجر دوسن

شهدت أعوام السبعينيات مسارين متوازيين في تطور موسيقى السون الكوبية في كل من هافانا التي راج فيها مصطلح سونغو [الإنجليزية]، ونيويورك حيث راج مصطلح «سالسا». في كوبا ما بعد الثورة بدات فرقة لوس فان فان [الإنجليزية] بقيادة عازف الباص خوان فورمل [الإنجليزية] بتطوير موسيقى السون ابتداء من أواخر الستينيات، حيث أدخل السونغو على السون التقليدي عناصر إيقاعية من الرومبا الكوبية [الإنجليزية] والفانك والروك، وقد قدّم الإيقاعي تشانغيتو [الإنجليزية] إضافات مهمة إلى السونغو تميز من خلالها أكثر عن البنية القديمة القائمة على السون الجبلي والمامبو، واستدخل آلات حديثة مثل الغيتار الكهربائي والباص الكهربائي.

استدخلت السونغو عناصر من موسيقى أمريكا الشمالية مثل الجاز والروك والفانك مضيفة إياها بطرق مختلفة إلى الموسيقى التقليدية، وبينما كانت السالسا تضيف تطعّم نقلات الأغنية التقليدية بعناصر موسيقية أخرى، يعد السونغو تهجينا حقيقيا في كل من اللحن والإيقاع. يشير المحلل الموسيقي كيفين مور إلى أن
«هذه الألحان التي لم تكن معروفة في الموسيقى الكوبية استدخلت من موسيقى البوب الأمريكية الشمالية وزعزعت حدود القوالب الموسيقية اللحنية التي كانت الموسيقى الشعبية الكوبية وفية لها حتى ذلك الوقت»
في نفس الوقت زاوجت فرقة إيراكيري [الإنجليزية] الكوبية جاز البيبوب مع الفانك وطبول الباتا [الإنجليزية] وعناصر فلكلورية أفرو-كوبية، وقدمت فرقة أوركسترا ريتمو أورينتال نوعا مختصرا من السون وقريبا من الرومبا، وقدم الموسيقي إيليو ريفي مساهمات مهمة في تطوير موسيقى التشانغي [الإنجليزية] الشعبية.

على الجانب الآخر استعمل مصطلح «سالسا» في نيويوك السبعينيات لأول مرة في تسويق أنواع متعددة من الرقصات اللاتينية، فيما يرى الكثير من الموسيقيين أن السالسا قد اتخذت منحى مستقلا يحتوي على هوية أمريكية لاتينية جامعة، كما أشار أستاذ الموسيقى وعازف البوق كرسيتوفر واشبورن:
يأتي هذا الرابط اللاتيني الجامع بالسالسا من ما يصفه فيليكس باديلا بعملية «لتننة» ظهرت في الستينيات وسوّقتها شركة تسجيلات فانيا بصورة واعية. بالنسبة لفانيا كانت لتننة السالسا بهدف مجانسة المنتج وتقديم صوت بورتوريكي - أمريكي لاتيني يراه كل ذوي الأصول الأمريكية اللاتينية في الولايات المتحدة معبرا عنهم ويشترونه. وقد حفزت النجاحات الأولى فانيا إلى التوسع في اتجاه بلدان أمريكا اللاتينية وترويج السالسا هناك، ما أدى إلى توسيع سوقها. ولكن في المقابل ظهرت طيلة فترة السبعينيات فرق سالسا من كولومبيا وجمهورية الدومينكان وفنزويلا ودول لاتينية أخرى، لحنت وأدت موسيقى ترتبط بخلفياتها وتجاربها الثقافية الذاتية، وموضعت السالسا معبرا ثقافيا عن هذه البلدان أيضا.
أما في الولايات المتحدة فلاقت السالسا انتشارا واسعا في مطلع السبعينيات، ففي عام 1971 كانت حفلات مهرجان نجوم فانيا تملأ مقاعد ملعب اليانكي الذي كان يتسع لحوالي 65 ألف متفرج،(ص.488 - 489) وانتقل مركز الموسيقى إلى مانهاتن، وبالتحديد إلى ملهى شيتا الليلي [الإنجليزية] الذي قدم فيه رالف ميركادو الكثير من نجوم السالسا البورتوريكيين إلى جمهور أمريكي لاتيني ينمو باطراد. كما ظهرت في أعوام السبعينيات فرق سالسا جديدة من نيويورك، مثل فرق أنجيل كاناليس، وأندي هاربو، وتشينو رودريغز (الذي كان من أوائل البورتوريكيين من أصل صيني الذين التقطهم صاحب شركة فانيا جيري ماسوتشي، وأصبح لاحقا مدير حجوزات للعدد من نجوم فانيا)، وواين غوربيا، وإيرني أوغوستو، وأوركسترا راي جاي، وأوركسترا فويغو، وأوركسترا سيمارّون وغيرها. كما تمكنت المغنية سيليا كروز التي كانت قد بدأت مسيرتها المهنية الناجحة في موطنها كوبا من الاندماج في هذه الحركة الجديدة، لتنال لقب «ملكة السالسا».
كما أضاف لاري هارلو بعدا جديدا بتسجيله أوبرا «هومي» (بالإنجليزية: Hommy)‏ في عام 1973، التي تأثرت بألبوم فرقة ذا هو «تومي»، ووصلة السالسا «العرق اللاتيني» (بالإسبانية: La Raza Latina)‏، التي تعرضت لانتقادات. في عام 1975 قدم روجر دوسن عرض «السالسا يوم الأحد» على إذاعة WRVR FM، التي أصبحت أكثر برامج الإذاعة استماعا في نيويورك بجمهور تجاوز ربع مليون مستمع كل أحد، والمفارقة هي انه رغم تجاوز عدد سكان نيويورك من ذوي الأصول اللاتينية المليونين، لم يكن في المدينة آنذاك إذاعة إف إم بالإسبانية. وبالإضافة إلى خبرات دوسن في عزف طبول الكونغا ومعارفه الموسيقية حيث عمل مع فرقة فرانكي دانتي للسالسا وكذلك مع عازف سكسفون الجاز آرشي شيب، ابتدع دوسن برنامج حفلات «السالسا تلتقي الجاز» (بالإنجليزية: Salsa Meets Jazz)‏ الأسبوعي في ملهى فيليج جاز، حيث ظهر عازفو الجاز مع فرق سالسا معروفة، مثل العازف دكستر غوردون وفرقة ماتشيتو، وساعد دوسون بذلك في توسيع جمهور السالسا وتقديم فنانين جدد مثل فرقة أنجيل كاناليس مزدوجة اللغة، التي لم يسنح لها آنذاك بعد الظهور على الإذاعات الإسبانية على الموجة المتوسطة. وقد حاز برنامجه على عدة جوائز من قراء مجلة لاتين نيويورك ومجلة سالسا ماغازين التي كان يصدرها إيزي سانابرياآنذاك، واستمر حتى نهاية الثمانينيات إذ غيرت إذاعة WRVR محتوى البرنامج إلى موسيقى الكانتري.(ص.48)
وعلى الرغم من انفتاح السالسا على التجريبية ورغبتها باستدخال تأثيرات غير كوبية مثل الجاز والروك والبومبا [الإنجليزية] والبلينا [الإنجليزية]، ووجود صنف هجين من المامبو والجاز، فإن نسبة ما أنتجه ملحنو السالسا في نيويورك من خارج نطاق القوالب الموسيقية الكوبية كانت ضئيلة، على العكس مما أنتجه ملحنو السونغو في كوبا نفسها. ويعتقد البعض أن هوية السالسا اللاتينية الأمريكية الجامعة كانت كامنة في وسطها الثقافي أكثر من بنيتها الموسيقية.(ص.40) ومن الممكن هنا استثناء أعمال إيدي بالميري وماني كويندو [الإنجليزية] اللذان اعتبرا ميالين إلى المغامرة أكثر من كبار نجوم فانياـ فقد استدخلت الفرقتان عناصر أعمق من الجاز وكذلك من موسيقى "الموزمبيق" [الإنجليزية] الكوبية الحديثة، وعرفتا بعازفي بوق كبار مثل باري روجرز، ويشير آندي غونزاليس، عازف الباص الذي ظهر مع كلا الفرقتين: «كنا نرتجل، ونفعل ما كان ماليز ديفيس يفعله: نعزف مواضيع ونرتجل مواضيع الأغاني، ولا نتوقف عن العزف طيلة المقطوعة».(ص.290)

### أعوام الثمانينيات وولادة موسيقى التيمبا

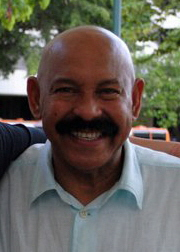
أوسكار دي ليون - 2011

في فترة الثمانينيات بدأت عدة دول أمريكية لاتينية مثل كولومبيا وفنزويلا وبنما بإنتاج موسيقى سالسا خاصة بها(ص.379، 502)، وكان اثنان من كبار نجوم تلك الفترة الفنزويلي أوسكار دي ليون [الإنجليزية] والكولومبي جو أرويو،(ص.182 - 183) كما ظهر أيضا فرقة فروكو إي سوس تيسوس [الإنجليزية]، ومجموعة نيش [الإنجليزية] والبنمي روبين بليدز. في تلك الفترة كذلك استقبلت كوبا لأول مرة مغني سالسا عالميين، حيث قام أوسكار دي ليون عام 1983 بجولة موسيقية هناك لاقت صدى واسعا، كما حظي ألبوم روبين بليدز «سييمبرا» (بالإسبانية: Siembra)‏ بانتشار واسع في الجزيرة واستعارت أغانيه فرق كوبية طيلة الثمانينيات.
قبل جولة أوسكار دي ليون كان الكوبيون يرفضون السالسا باعتبارها تقليدا رديئا للموسيقى الكوبية، ويعتقد البعض أن جولة دي ليون أعادت الاعتبار إلى بعض القوالب القديمة وشجعت على تطور التيمبا [الإنجليزية] بعد فترة من التجريب على أيدي فرق مثل لوس فان فان وأوركسترا ريتمو أورينتال وأوركستري ريفي، وفرقة أدالبيرتو ألفاريز [الإنجليزية] والسون 14، وفرقة رومبافانا [الإنجليزية]، وأوركسترا مارافياس دي فلوريدا، وفرقة الجاز «إيراكيري».
انطلقت موسيقى التيمبا على أيدي فرقة إيراكيري التي تحولت لاحقا إلى إن غي لا باندا [الإنجليزية] بقيادة خوزيه لويس كورتيز (إل توسكو)، وتحسب الكثير من أغنيات التيمبا على تيار السالسا العام أكثر مما تحسب على الموسيقى الكوبية في العقد السابق، فعلى سبيل المثال تجمع أغنية «لا إكسبرسيفا» (بالإسبانية: La expresiva)‏ للفرقة المذكورة بين إيقاعات السالسا والتيمبا، ويعزف طبالو الكونغا تقاسيم أقرب للتومباو القائم على السون الجبلي منها لموسيقى السونغو. ولهذه الأسباب يعرف موسيقيون كوبيون موسيقى آواخر الثمانينيات بأنها «السالسا الكوبية»، مستعملين بذك لأول مرة مصطلح السالسا في توصيف موسيقى كوبية، وواضعين الموسيقى الكوبية في حركة السالسا. في أواسط التسعينيات أصدرت شركة إنتاج التسجيلات الكاليفورنية بيمبي ريكوردس (بالإنجليزية: Bembé Records)‏ سلسة من الاسطوانات المدمجة لفرق كوبية، جزءا من سلسلة أسمتها «السالسا الكوبية» (بالإسبانية: Salsa cubana)‏.
على الرغم من ذاك مر هذا اللون بعدة تطورات، فقد قدم إيقاعيو التومباو إيقاعات أغنى وأكثر تعقيدا مما هو عليه في سالسا نيويورك، وتأثر بعض العازفين بتقنية «الإزاحة النغمية» (بالإنجليزية: harmonic displacement)‏ التي ابتدعه عازف البيانو الكوبي غونزالو روبالكابا، وكذلك كانت كوبا المكان الذي التقت فيه السالسا مع الهيب هوب لأول مرة، وفي ذلك عدة أمثلة من المقاطع التي تظهر في ألبوم إن جي لا باندا «في الشارع» (بالإسبانية: en la calle)‏ التي تجمع بين إيقاعات الغواغوانكو (نوع فرعي من الرومبا) والهيب هوب.
في تلك الفترة ترك الموسيقيون الكوبيون أثرا على الجاز أكثر مما تركوا على السالسا في الولايات المتحدة، وقد تعجب الفنانون الكوبيون الذين لجؤوا إلى الولايات المتحدة في الثمانينيات من الموسيقى اللاتينية هناك، ورؤوها موسيقى كوبية قديمة من الخمسينيات.(ص.7) مع ذلك كان هناك في الولايات المتحدة وعي ببعض التطورات الموسيقية في كوبا، فقد سجل تيتو بوينته ألحان إيراكيري «سمك وخبز» (بالإسبانية: Bacalao con pan)‏ في عام 1980، كما سجل روبين بليدز أغنية لوس فان فان «تحرّك!» (بالإسبانية: Muevete)‏ عام 1985، كما تبتنت الفرقتان البورتوريكيتان باتاكومبيلي بقيادة جيوفاني هيدالغو، وتسابيروكو (بالإنجليزية: Zaperoko)‏ موسيقى السونوغو كليا، بإشراف من الإيقاعي الكوبي تشانغيتو.
ظهرت في فترة الثمانينيات كذلك ألوان أخرى من السالسا، مثل السالسا الرومانسية والسالسا الإيروتيكية، التي احتوت على كلمات تدور حول هذه المواضيع، ومن الممكن تتبع آثار السالسا الرومانسية حتى ألبوم «ليال ساخنة» (بالإسبانية: Noches Calientes)‏ للمغني خوزيه ألبرتو (الكناري)، وقد رأى البعض السالسا الرومانسية صيغة مميّعة إيقاعيا من السالسا، واعتبرها منتقدوها في أواخر الثمانينيات ومطلع التسعينيات لا تعدو أن تكون صيغة «تجارية» ومخففة من البوب اللاتيني، وضعت فيها أغنيات حب عاطفية تحت إيقاعات أفرو-كوبية، حيث لا مكان للارتجالات الموسيقية أو للكلمات التي تتناول الواقع المعاش، اللذان تتميز بهما السالسا الكلاسيكية. من فناني هذا اللون أومار ألفان، وبالمر هيرنانديز، وخورخي لويس بيلوتو.

### أعوام التسعينيات: بوينيا فيستا، التيمبا، سالسا البوب

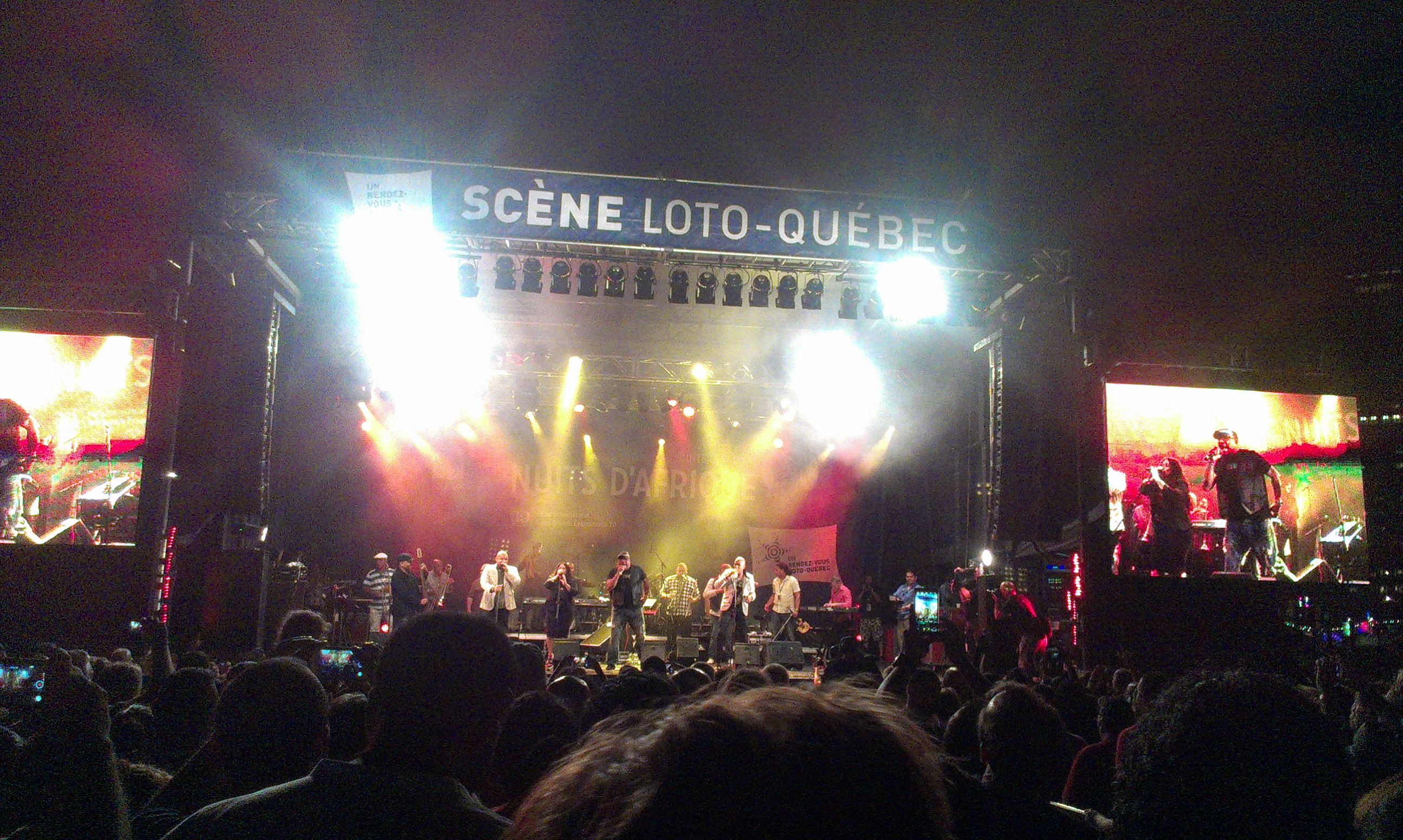
فرقة لوس فان فان

تميزت موسيقى التسعينيات بما عرف ب«انفجار التيمبا» (بالإسبانية: timba explosion)‏ في كوبا، وبسالسا البوب (بالإنجليزية: Pop salsa)‏ في الولايات المتحدة. وفي اتجاه معاكس حقق ألبوم بوينا فيستا سوشيال كلوب [الإنجليزية] الذي تعاون فيه عازف الغيتار الأمريكي راي كودر مع مجموعة من قدامى المغنين الكوبيين نجاحا عالميا، حيث حقق أعلى أرقام مبيعات نالتها اسطوانة كوبية في التاريخ، وتبعه فيلم وثائقي للمخرج فيم فيندرز عن هذه المجموعة رشح لجائزة الأوسكار. ومع أن هذا الألبوم أعاد تقديم أغاني سون وبوليرو تقليدية لم تعد آنذاك رائجة في كوبا، فقد دفع إلى ازدياد الاهتمام العالمي بالموسيقى الكوبية عموماً، وأدى تزامنه مع فترة انفتاح كوبا للسياحة الخارجية في التسعينيات إلى انتشار الكثير من الفرق الموسيقية التي عادت إلى تقديم هذه الألوان التقليدية.

#### سالسا البوب
في الولايات المتحدة أنتج سيرجيو جورج عدة ألبومات اختلطت فيها السالسا مع أنواع حديثة من البوب، بالاشتراك مع فنانين بورتوريكيين مثل تيتو نييفس [الإنجليزية] ولا إنديا [الإنجليزية] ومارك أنتوني، وأنتج كذلك لفرقة السالسا اليابانية أوركسترا دي لا لوس [الإنجليزية]، ولبريندا كي. ستار، وسون باي فور [الإنجليزية]، وفيكتور مانويل [الإنجليزية]، وللمغنية الأمريكية كوبية الأصل غلوريا استيفان التي حققت أيضا نجاحا في السوق الناطق بالإنكليزية بأغانيها ذات الطابع اللاتيني والكلمات التي تغلب فيها الإنكليزية.(ص.488 - 499)

في الغالب لم يكن القالب الإيقاعي عامل التلحين الأهم في هذه الأغنيات، ولم ير سرجيو جورج ضيرا في ذلك:(ص.191)
«مع مرعاة الإيقاع، إلا أنه ليس دوما الأهم في موسيقاي، فالمسألة الأهم في ذهني هي قابلية التسويق. نجاح الأغنية هو المهم. عندما توقفت عن محاولة إثارة الانطباع لدى الموسيقيين وبدأت بالتواصل مع ما يسمعه الناس في الشارع، بدأت بكتابة أغنيات ناجحة. بعض الأغاني، وخاصة تلك التي بالإنكليزية ومصدرها الولايات المتحدة، لا يمكن وضعها في قوالب إيقاعية».
من الممكن اعتبار مارك أنتوني واحدا من منتجات سيرجيو جورج الإبداعية، فقد صعد من موسيقي لاتيني شاب إلى قائد فرقة على الرغم من قلة معارفه عن البنية الموسيقية، وقد ظهر ذلك على خشبة المسرح عام 1994 بعد انطلاقته في عالم السالسا بقليل. ففي أثناء وصلة عزف منفرد على البيانو توجه إلى الإيقاعي وأمسك بعصاة وحاول أن يرافق العازف إيقاعياً، وبدى عنا جليا أنه لا يعرف الكثير عن الإيقاع. بعد ذلك بقليل أشار في مقابلة إضاعية في بورتوريكو أن نجاحه التجاري دليل على أن المرء لا يحتاج إلى معرفة الكثير في الإيقاع حتى ينجح في الموسيقى اللاتينية، وقد أثار هذا التعليق ضجة وتعليقات صحفية سلبية في كل من بورتوريكو ونيويورك، توقف أنتوني بعدها عن الخوض في هذا الموضوع على العلن، ولم يعد إلى الضرب الإيقاعي على الخشبة إلى أن تلقى دروسا خاصة في الإيقاع.(ص.192)

#### التيمبا
في كوبا ظهر ما عرف بـ"انفجار التيمبا"، الذي بدأ بألبوم فرقة تشارانغا هابانيرا [الإنجليزية] "الحمى ترتفع" (بالإسبانية: Me Sube La Fiebre)‏ في عام 1992، وكفرقة إن غي لا باندا، استخدمت تشارانغا هبانيرا تقنيات جديدة مثل تغيير المفاتيح الموسيقية وإيقاعات تومباو خاصة بالأغنية، ولكن اسلوبهم الموسيقي كان مختلفا جدا واستمر بالتغير والتطور مع كل ألبوم. مرت تشارانغا هابانيرا بثلاثة مراحل تطورأسلوبي في التسعينيات تظهر في ألابيمها الثلاثة. نجم آخر من تلك الفترة كان مؤلف الأغاني المعروف بـ""مانولين، طبيب السالسا" [الإنجليزية]، الذي كان من الهواة واكتشفه إل توسكو قائد فرقة إن غي لا باندا وهو في كلية الطب، وقد ضم فريق مانولين الإبداعي عدة مؤلفين مثل لويس بو وتشاكا نابوليس، وقد لعبت شخصية مانولين الكارزمية إلى جانب قدراته الفنية دورا مهما وكان له تأثير كبير في الوسط الفني، حيث وصفه الموسيقي الأمريكي ريغي جاكسون بأنه "القشة التي تحرّك المشروب".
لم يكد مصطلح «السالسا» يجد موطئ قدم في كوبا حتى استعيض عنه بمصطلح «تيمبا». من فرق التيمبا الكوبية المعروفة إلى جانب فرقة مانولين آنفة الذكر فرق«سكر أسود» (بالإسبانية: Azúcar Negra)‏، وهافانا دي بريميرا (بالإسبانية: Havana d'Primera)‏، وكليماكس (بالإسبانية: Klimax)‏، وباوليتو إف غي [الإنجليزية]، وسالسا مايور (بالإسبانية: Salsa Mayor)‏، وتييمبو ليبري (بالإسبانية: Tiempo Libre)‏، وباتشيتو ألونسو إي سو كنيكني (بالإسبانية: Pachito Alonso y sus Kini Kini)‏، وبامبوليو [الإنجليزية]، ولوس دان دان (بالإسبانية: Los Dan Den)‏، وآلان بيريز، وإيزاك ديلغادو [الإنجليزية]، ومانوليتو إي سو ترابوكو [الإنجليزية] وبوبي إي لوس كي سون سون (بالإسبانية: Pupy y Los que Son Son)‏.
على الرغم من التواصل الإيجابي والتبادل الإبداعي بين فناني التيمبا الكوبيين والسالسا النيويوركيين ظل اللونان منفصلين نوعا ما ومخاطبين لجمهورين مختلفين، ومع ذلك حصلت فرقة لوس فان فان الكوبية في عام 2000 على أول جائزة غراني لأفضل ألبوم سالسا [الإنجليزية].
في كولومبيا ظلت السالسا لوناً ذا شعبية وظهر فنانون وفرق مثل سونورا كاروسيليس [الإنجليزية]، وكارلوس فيفس وأوركسترا غواياكان (بالإسبانية: Orquesta Guayacan)‏، ومجموعة نيش [الإنجليزية]، وكيكي سانتاندر [الإنجليزية]، وخوليان كوياثوس، وأصبحت مدينة كالي تعرف عاصمةً للسالسا.(ص.504) أما في فنزويلا فقدمت فرقة كابي جاز (بالإسبانية: Cabijazz)‏ مزيجا فريدا وحديثا بين السالسا القريبة من التيمبا وتأثيرات قوية من الجاز.

### سالسا مطلع القرن - التيمبا المهجنة
في العشرية الأولى من القرن أنتجت بعض فرق التيمبا موسيقى هجينة من السالسا والتيميا والهيب هوب والريغيتون (مثل أغنية غوزاندو إن لا هابانا (بالإسبانية: Gozando en la Habana)‏ لفرقة تشارانغا هابانيرا، ولوكو كون أونا موتو (بالإسبانية: Loco con una moto)‏ لبوبي إي لوس كي سون). بعد ذلك بسنوات قليلة ظهرت فرقة الريغيتون الكوبية "خينتي دي ثونا" (أهل المنطقة) [الإنجليزية]، كما أنتج مارك أنتوني أغنية التيمبا/ريغيتون «لا غوثاديرا» (بالإسبانية: La Gozadera)‏ التي حظيت بانتشار واسع فاق المليار مشاهد على موقع يوتيوب. كما عرف في تلك الفترة نوع يدعى «كوباتون»، الذي كان في الغالب قائما على الريغيتون مع بعض سمات السالسا أو التيمبا.

## السالسا الإفريقية

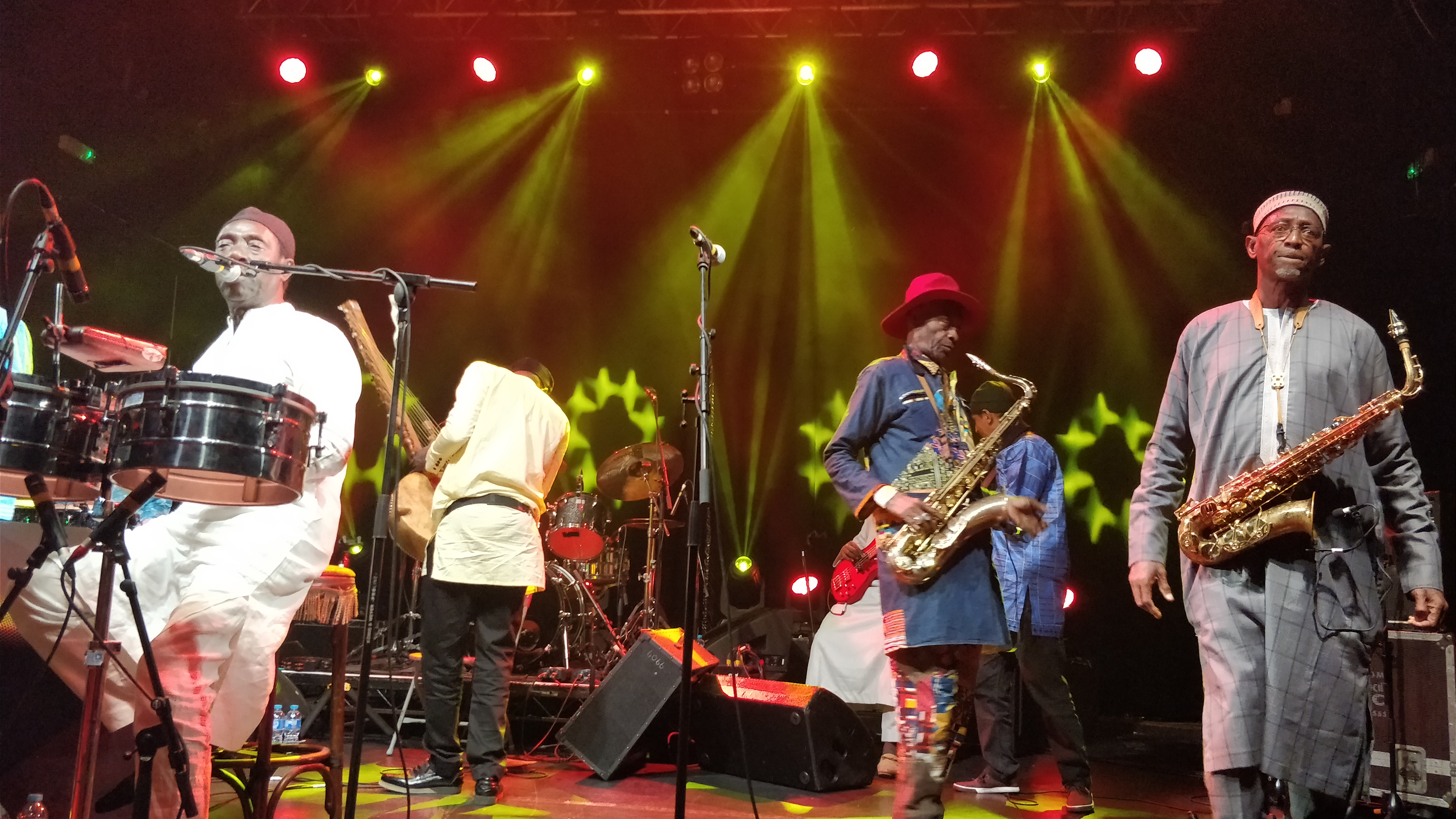
أوركسترا باوباب في عرض من العام 2017

حظيت الموسيقى الكوبية بشعبية واسعة في بلدان جنوب الصحراء الإفريقية في أواسط القرن العشرين، لقربها ولغرابتها في نفس الوقت. تذكر موسوعة إفريقيا:
في بداية أعوام الأربعينيات حظيت مجموعات السون الأفروكوبية مثل سباعي هابانيرو وثلاثي ماتاموروس بشعبية واسعة في منطقة الكونغو بعد بث أغانيها مباشرة من إذاعة الكونغو البلجيكي، وهي إذاعة ذات بث قوي في مدينة ليوبولدفيل (كنشاسا اليوم). وقد ازدهرت نوادي الموسيقى واستوديوهات التسجيل والحفلات المويسيقية التي قدمتها فرق كوبية في ليوبولدفيل وعززت انتشار الموسيقى الكوبية في أعوام الأربعينيات والخمسينيات.
بدأت الفرق الكونغولية بعزف موسيقى كوبية وغناء الكلمات بالإسبانية، وسرعان ما بدؤوا بعمل أغانيهم الخاصة على الطراز الكوبي بكلمات فرنسية أو بلغة اللينغالا السائدة في غرب الكونغو. سمى الكونغوليون هذه الموسيقى الجديدة «رومبا»، مع أنها في الحقيقة قائمة على السون، وقد كيف الأفارقة أغاني الغواخيو الكوبية للعزف بالجيتار الكهربائي ومنحوها طابعهم الإقليمي الخاص.تجاوزت هذه الموسيقى القائمة على عزف الغيتار حدود الكونغو باطّراد واستدخلت تنويعات محلية، وأدى ذلك إلى نشوء أنواع محلية متميزة مثل السوكوس [الإنجليزية].
لعبت الموسيقى الكوبية دورا كبيرا في تطور عدة أنواع من الموسيقى الشعبية الإفريقية، ويشير الباحث جون ستروم روبرتس إلى أن «الموسيقى الكوبية، ثم بصورة متزايدة موسيقى السالسا القادمة من نيويورك، قد قدمت التأثيرات الأهم والأطول أمدا، والتي تغلغلت في الموسيقى الشعبية أعمق من تقليدات سطحية لصرعات قصيرة الأمد. لقد بدأ التواصل مع كوبا مبكرا ودام عشرين عاما على الأقل، حيث استوعب بالتدريج وأعيدت أفرقته»، حيث تعد إعادة إنتاج القوالب الإيقاعية الأفرو-كوبية في إفريقيا اكتمالا لدورتها.
أما إعادة إنتاج القوالب الموسيقية الكوبية فقد لاقت فوارق كبيرة في تلقيها، فبفضل تأثير الموسيقى الكوبية أصبحت التسلسلات التآلفية الأولى والرابعة والخامسة والسادسة الشائعة في الموسيقى الكوبية تسمع في جميع أنحاء القارة الإفريقية، وهذه الكوردات تتبع النظرية الموسيقية الغربية. على الرغم من ذلك يشير عالم الموسيقى غيرهارد كوبيك [الإنجليزية] إلى أن مؤدو الموسيقى الشعبية الإفريقية قد لا ينظرون إلى هذه التألفات بنفس الطريقة «إن الدورة النغمية دو-فا-صول-فا (I، IV، V، VI) السائدة في موسيقى الكونغو/زائير الشعبية لا يمكن أن تعرف بصفتها نقلات من القرار إلى التحت-ثابتة إلى الجواب ثم العودة لتنتهي عند التحت-ثابتة، فالمؤدون يرونها في نفس الأهمية ولا يرون فيها تراتبية ا كما هو الحال في الموسيقى الغربية».
كانت أكثر أغاني موجة الموسيقى الكوبية في أفريقية على شاكلة السالسا، وفي عام 1947 قدم نجوم فانيا عرضا في زائير أمام ثمانين ألف مشاهد في ملعب كينشاسا، وقد صور هذا العرض في فيلم «على الهواء في إفريقية» (بالإنجليزية: Live from Africa)‏ الذي ظهر في المملكة المتحدة بعنوان «جنون السالسا» (بالإنجليزية: Salsa Madness)‏، وقد كان هذا العرض في سياق مهرجان موسيقي أقيم بالتزامن مع مباراة الملاكمين محمد علي كلاي وجورج فورمان. ومع أن الأنماط المحلية كانت منتشرة ومستقرة في تلك الفترة، لاقت السالسا رواجا واسعا في عدة بلدان إفريقية، خاصة في غامبيا والسنغال ومالي، وكانت موسيقى الملاهي الليلية المفضلة في السنغال في أعوام الخمسينيات والستينيات. تعزف الفرقة السنغالية أوركسترا بوباب [الإنجليزية] موسيقى سالسا أساسية باستعمال طبول الكونغا والتيمبال، مضيفة إليها آلات قبائل الوولوف والماندينكا الموسيقية وكلماتها.
في حين ترى المؤرخة سو ستيوارد(ص.157) انتشار السالسا في إفريقية عودة إلى الأرض الإفريقية الأم، تعتبر الباحثة ليز واكسر هذا الانتشار عملية تبادل ثقافي مركّبة بين دول العالم الثالث. ومنذ أواسط التسعينيات ينشط فنانون أفارقة كبار مثل بامبينوو ديابيتي، وريكاردو ليمفو [الإنجليزية]، وإسماعيل لو [الإنجليزية]، وسالف كيتا، في مشروع أفريكاندو [الإنجليزية] في نيويورك مع زملاء من الولايات المتحدة.

## روابط خارجية

### أمثلة موسيقية على موقع يوتيوب
- المامبو
- التشانغي
- الرومبا الكوبية
- سون مونتونو (السون الجبلي)
- تيمبا